# Операција Бојна секира
Операција Бојна секира (енгл. Operation Battleaxe) била је операција британске војске током Другог светског рата у јуну 1941. године, како би се источна Киренајка ослободила немачких и италијанских снага и подигла опсада Тобрука. Први пут се за време рата значајна немачка сила борила у одбрани, али операција није успела јер су британске снаге напале јаке одбрамбене позиције које је створио немачки генерал Ервин Ромел. Британци су изгубили више од пола својих тенкова првог дана, а успео је само један од три напада.
Британци су другог дана постигли мешовите резултате, потиснули на западном боку и одбивши велики немачки контранапад у центру. Трећег дана, Британци су једва избегли катастрофу брзим повлачењем испред немачког обухватног покрета. Неуспех Бојне секире је довео до смене британског генерала Сер Арчибалда Вејвела, заповедника за Средњи исток, генералом Клодом Окинлеком; Вејвел је преузео Окинлеков положај као врховни командант Индије.

## Позадина

### Немачка операција Сунцокрет
Почетком 1941, након великих британских победа над италијанском 10. армијом у операцији Компас, војна ситуација се брзо преокренула. Најбоље опремљене јединице из 13. корпуса отишле су у Грчку као део Операције Лустре у бици за Грчку. Адолф Хитлер одговорио је на италијанску пропаст Директивом 22 (11. јануара 1941) наређујући Операцију Сунцокрет (нем. Unternehmen Sonnenblume), пребацивање немачког Афричког корпуса (нем. Afrika Korps) (АК) у Либију, као запречни одред (нем. Sperrverband). АК имао је свеже трупе са бољим тенковима, опремом и ваздушном подршком, и водио га је генерал Ервин Ромел, који је постигао велике победе у бици за Француску.
Снаге Осовине су, на препад, брзо потукле Британце код Ел Агајле 24. марта и код Мерса ел Брега 31. марта, искористивши тај успех да до 15. априла потисну Британце до границе код Солума и опседну Тобрук. Нови заповедник 13. корпуса (сада Каманда за Киренајку) генерал Филип Неме (Philip Neame), О'Ќонор и генерал Мајкл Гамбијер-Пери (Michael Gambier-Parry), заповедник 2. оклопне дивизије, заробљени су. Команду је преузео штаб Западно-пустињског Одреда под генералом Ноел Бересфорд-Пирсом (Noel Beresford-Peirse), који је позван из Источне Африке. Осим бригадне групе која је упућена у Грчку, 2. оклопна дивизија била је уништена. Покушаји Осовине да заузму Тобрук пропали су, и фронт се стабилизовао на граници Египта.

### Опсада Тобрука
Тобрук је бранило око 25.000 војника Осме армије, добро снабдевених и повезаних са Египтом британском морнарицом. Посада је имала оклопна кола и заробљене италијанске тенкове, који су ометали ковоје Осовине који су пролазили Тобрук на путу до границе, што је онемогућавало напад Осовине на Египат. Ромел је одмах покушао да заузме луку, али се 9. аустралијска дивизија (генерал Лесли Морсхед), одлучно бранила. Италијани су оклевали да предају планове утврђења и више напада је одбијено. Након 3 недеље Ромел је обуставио напад и предузео опсаду. Италијанске пешадијске дивизије заузеле су положаје око тврђаве, док је већина Афричког корпуса остала у покретној резерви јужно и источно од луке.
Врховна команда Вермахта упутила је генерала Фридриха Паулуса у Африку да истражи ситуацију. Дана 12. маја, генерал Паулус је након посматрања једног од неуспелих покушаја Ромела да нападне Тобрук, послао извештај ОКВ-у у коме је Ромелова позиција описана као слаба, са критичним несташицама горива и муниције. Са Операцијом Барбароса за месец дана, фелдмаршал Валтер фон Браухич, врховни командант Немачке армије, наредио је Ромелу да не напредује даље, и да не напада Тобрук поново.

### Операција Бревити
Преко Ултра пресретнутих порука, Британци су такође примили извештај Паулуса и Черчил, верујући да ће један снажни притисак одбацити немачке снаге, почео је притисак на генерала Вејвела да нападне. Вејвел је брзо припремио Операцију Бревити, ограничену операцију с намером да заузме Солум, пролаз Халфаја и тврђаву Капуцо, а затим настави напредовање према Сиди Азизу и Тобруку докле год снабдевање дозволи, а да не ризикују уложене снаге; његов циљ био је уништити што више опреме Осовине и обезбедити положај за већу операцију Бојна секира, која ће бити покренута када нови тенкови пристигну. Бревити је почео 15. маја, и пролаз Халфаја и тврђава Капуцо су заузети, али је следећег дана Виљем Гот, забринут да би његова 22. гардијска бригада била збрисана ако би је немачки тенкови ухватили на отвореном, одлучио да повуче скоро читаву војску назад на пролаз Халфаја и операција се званично окончала 17. маја, а освојен је само пролаз Халфаја. Пролаз је преотео мали немачки одред 27. маја, у Операцији Шкорпион.

### Грчка и Крит
Крајем маја, Грчко острво Крит је пало под немачку власт. То је значило да ће немачке ваздухопловне снаге имати додатне аеродроме са којих би могле да угрозе савезнички поморски транспорт и да заштите своје конвоје и трупе у Киренајки; одлагање Бојне секире би зато могло значити суочавање са јачим отпором Осовине. Да би се то надокнадило, британски начелници штабова одлучили су да је императив да се поврати контрола у подручју између Солума и Дерне, и поново успоставе британске ваздухопловне снаге у том региону.

## Увод

### Конвој Тигар
Дана 12. маја конвој Тигар стигао је у Александрију са 238 тенкова и 43 ловца Ураган. 21 Лаки тенк Мк VI, 82 крстарећа тенка (укључујући 50 нових Крусејдер тенкова) и 135 пешадијских тенкова. Истоварање тенкова ишло је споро, и морали су се преправити за пустињу, па је Бојна секира одложена до 10. јуна. Тенкови су били намењени 7. оклопној дивизији, која је била ван борбе од фебруара, након што се већина њених тенкова истрошила у Операцији Компас.

### Британски план напада
Дана 28. маја, Вејвел је дао своје наређење за операцију Бојна секира, операцију у три фазе; снаге Осовине требало би да буду поражене на граници, а подручја Халфаја, Солум, Капуцо и Сиди Азиз требало би да буду осигурана. У другој фази, 13. корпус је имао да обезбеди подручје око Тобрука и Ел Адема, затим да заузме подручја Дерне и Мехили. План је заснован на обавештајним подацима, који су погрешно указивали да је 2/3 немачке тенковске снаге било у Тобруку, што би Британце ставило у одлучујућу материјалну предност на граници. Напад је заказан за 7. јуна, али је одложен на захтев генерала О’Мур Крега, чије јединице нису примиле своје тенкове до 9. јуна. Нови датум је био 15. јуна, дајући Крегу пет дана за додатну обуку.
У првој фази, Британци би напредовали у напад са три колоне како би ослободили граничну област. На обали је било Обални одред, а у унутрашњости је био Одред Гребен. Први је био одговоран за освајање Халфаја пролаза, док је други имао да освоји остатак границе - тврђаву Капуцо, Мусаид и Солум. 7. оклопна бригадна група и артиљерија Групе за подршку требало је да ангажују и униште немачке тенкове, за које се мислило да су на гребену Хафид. То би такође заробило јединице Осовине на граници између њих и остатка британских снага. Након заузимања границе, бригаде 7. оклопне дивизије би се престројиле и наставиле ка северу да би ослободиле Тобрук. Када би им се придружио Тобруков гарнизон, комбиноване снаге би притиснуле на запад, потискујући Немце што је више могуће.
Три дана пре почетка Бојне секире, како би се ослабиле снаге Осовине, РАФ је имао да бомбардује Бенгази, док су сви авиони способни да нападну на тлу имали да бомбардују покрете Осовине на граници. Када борба почне, ловци ће одбрамбено патролирати изнад савезничких копнених снага, а средњи бомбардери ће спремно стајати да нападну колоне Осовине. Такав је био приоритет Бојне секире, да су начелници штаба упутили Артура Тедера (главног командира ваздухопловства на Блиском истоку) да прихвати значајне ризике на другим ратиштима преусмеравајући сву могућу ваздушну подршку тамо. Бересфорд-Пирс и Тедер су поставили штаб далеко позади, у Сиди Барани и Матен Багуш. Бересфорд-Пирс је изабрао Сиди Барани јер је, иако је био више од пет сати вожње са бојног поља, опремљен најсавременијим аеродромом за извиђачке авионе, и такође је био најистуренија позиција из које се могла одржавати комуникација са Матен Багушом.

### Припреме Осовине
Иако Бревити није дао никакву територију Британцима, показао је Ромелу да је његову одбрану на линији фронта прилично лако пробити. Предвиђајући даље британске нападе, снаге Осовине створиле су линију утврђених положаја од пролаза Халфаја до Сиди Азиза, постављајући бројне противтенковске топове и противтенковске мине на пролаз Халфаја, коту 206 (јужно од тврђаве Капуцо) и на коту 208 (западно од тврђаве Капуцо на Хафидском гребену). За одбрану границе била је у нахвећој мери задужена 15. оклопна дивизија, коју је преузео нови командант, генерал Валтер Нојман-Силков, 8. јуна. Необезбеђена радио веза у 7. оклопној дивизији дала је Ромелу девет сати раније обавештења о операцији. Ромел је послао 5. лаку дивизију јужно од Тобрука, спреман да је искористи против подручја Солум или Тобрука, и наредио велико артиљеријско бомбардовање Тобрука ноћу пре операције, како би спречио пробој из савезничког гарнизона.
Нажалост, наше залихе нафте су биле исцрпљене, и са неким стрепњом смо размишљали о долазећем британском нападу, јер смо знали да ће о нашим потезима више бити одлучено количином бензина него тактичким захтевима.— Ромел

## Битка

### 15. јун
За РАФ, све је прошло по плану првог дана. Колоне за снабдевање Осовине и аеродроми су више пута били погођени пре почетка напада и након почетка операције, британске колоне су се могле преместити неоштећене са својих полазних места у Софафи и Бук-Буку, на њихова одредишта заштићене ловцима РАФ-а. Авиони Осовине су тог дана извели само шест напада.  На источној страни, у 05:15, Обални одред под командом бригадира Реџиналда Саворија, задужен за заузимање Халфаја пролаза, кренуо је на свој циљ. На гребену је била Халфаја група, састављена од 2. батаљона горштака Камерона, 13 тенкова (дванаест Матилди и једног лаког тенка) из ескадрона Ц, 4. краљевског тенковског пука (који је за време операције Бревити заузео Халфаја пролаз) и батерије из 31. пољске атиљерије. Источно од њих и испод гребена је био 1. батаљон из 6. Раџпутана стрелаца и 2. батаљон из 5. Махрата лаке пешадије, два вода ескадрона А из 4. краљевског тенковског пука и неколико топова од 25 фунти.
У 05:40, британска артиљерија из Халфаја групе требало је да отвори ватру на немачке и италијанске снаге у Халфаји, како би покрила тенкове и пешадију, али је батерија заглибила у мекани песак. Након чекања до 06:00, 15 минута након што су борбе започеле на западу испод гребена, командант Ц ескадрона је наредио својим тенковима да нападну на врх пролаза; убрзо након тога, противтенковски топови бранитеља отворили су ватру и за неколико сати, сви осим једног лаког тенка и једног од Матилди су уништени, укључујући и заповедников. Камерони (горштаци) су убрзо одбијени од стране одреда немачких оклопних аутомобила и моторизоване пешадије. Испод гребена четири Матилде су обогаљене противтенковским минама које је требало да буду очишћене; ово је блокирало пут преостале две и ограничило тенкове да делују као бункери. Индијски стрелци су покушали да стигну до пролаза, али су сваки пут одбацивани; они су изгубили свог команданта у последњем нападу.
У средишту, 7. Краљевски тенковски пук до подне је стигао до тврђаве Капуцо, растерао је браниоце, који су се повукли северно да се придруже 15. оклопној дивизији између њих и Бардије. Убрзо након тога, суочили су се са неколико контра-напада од стране једног батаљона из 8. оклопног пука 15. Панзер дивизије. Након што им се придружила 22. гардијска бригада, они су се суочили са последњим и највећим контра-нападом у 18:30, али су успели да га одбију. Ово нису били озбиљни напади, јер Ромел није послао 15. оклопну дивизију да се бори без додатних информација о ситуацији. 8. оклопни пук се кратко борио и потом симулирао неуредно повлачење, како би привукли тенкове Матилда у потеру у низ скривених противтенковских топова. Ниједна страна није имала много штете од ових акција. Као одговор на британско освајање Капуца и забринут због могућег напада на Солум и Бардију, Ромел је наредио 5. лакој дивизији у Сиди Азизу да се спреми за могући контра-напад.
Остатак 4. Краљевског тенковског пука коришћен је за заштиту бока 7. Краљевског тенковског пука. Док је Б ескадрон задржан у резерви, три преостала вода А ескадрона (12 тенкова) су имали почетни успех против немачког упоришта 38, заробивши 200 војника Осовине и осам пољских топова практично без губитка. Ови добици су изгубљени када је на коти 206 одбачен А ескадрон, а немачке снаге извеле контранапад на упориште 38. У вечерњим сатима, након што је А ескадрон спао на један преостали тенк, 16 тенкова Б ескадрона је доведено у акцију и кота 206 је освојена. Због тога су Британци такође узели 500 немачких и италијанских заробљеника. Те ноћи, 2. шкотска гарда - батаљон 22. гардијске бригаде - успели су да напредују даље ка истоку и да заузму једну постају на Мусаиду. 
На западној страни, 7. оклопна бригада је поставила 2. краљевски тенковски пук, опремљен старијим крсташима, испред 6. краљевског тенковског пука како би користио своје нове Крусејдер тенкове као изненађење. Та војска је стигла до геребена Хафид (који се заправо састојао од три гребена) до приближно 09:00. Након што је 2. краљевски тенковски пук прешао преко првог гребена, напали су их из непосредне близине, укопани противтенковски топови, уништавајући два крсташа А9 пре него што су се остали могли повући. Тај развој је представљао озбиљан проблем за бригаду, јер су тенкови крсташи били наоружани против-тенковским топом од 2 фунте, који нису имали експлозивних (ХЕ) зрна за борбу против пешадије и артиљерије. Артиљеријска подршка није била доступна јер је била прикључена Групи за подршку на југозападу, покривала је бок 7. оклопне бригаде. 
Одлучено је да се покуша обилазни напад док чекају да артиљерија стигне. Мали одред тенкова из 2. краљевског тенковског пука послат је на западни дио Хафидског гребена, са наређењима да скрену у прву долину. Напад је почео добро, пошто су тенкови ухватили снаге Осовине неспремне и били су у стању да иду дуж њихових ровова са својим митраљезима, изгубивши само један тенк у процесу. Док су приступили коти 208 на путу ка истоку, командант је уочио њена утврђења и наредио својим јединицама да узмакну; због недостатка опреме, само један тенк по воду био је опремљен радиом и пет његових тенкова, не примајући наређење, наставили су према коти 208 и уништени су њеним топовима од 88 mm .
Убрзо су из савезничких авиона стигли извештаји о томе да се немачки тенкови приближавају, и наредба је дата да се ослободи гребен како би се искористио повољан терен за предстојећу борбу тенковима. У 17:30 јављено је од истурених осматрача да се браниоци повлаче са гребена Хафид. После преласка првог гребена изгледало је као да су извештаји тачни, јер су се видели немачки камиони и вучени топови како се удаљавају од другог гребена. Гоњење је почело, али када су британске снаге прешле други гребен, снаге Осовине ослободиле су своју замку и опалиле на Крусејдер тенкове из непосредне близине; у року од неколико минута, 11 крсташа је уништено и још шест теже оштећено. Пешадија и ПТ топови Осовине, без утврђења, такође су имали значајне губитке. Преко 30 немачких тенкова једног батаљона из 5. оклопног пука, део 5. лаке дивизије који су раније били на северу код Сиди Азиза, виђени су како долазе са запада .
До краја првог дана тврђава Капуцо је освојена, али не и пролаз Халфаја и гребен Хафид, а Британци су изгубили значајан број тенкова. У 7. оклопној бригади, 2. краљевски тенковски пук је спао на 28 крстарећих тенкова, а 6. краљевски тенковски пук на само 20 од својих 50 крсташа; многи оштећени тенкови напуштени су на бојишту док се 7. оклопна бригада повлачила са гребена Хафид, остављајући их за заплену од стране немачких екипа за оправку. 4. оклопна бригада, од првобитне снаге од отприлике 100 Матилди, спала је на 37 (мада је још 11 поправљено до следећег јутра). Немачки губици тенкова су били незнатни, иако је било много жртава међу гарнизонима гребена Хафид, коте 206 и тврђаве Капуцо. Бересфорд-Пирс планирао је да 11. пешадијска бригада настави свој напад следећег дана на Халфаја пролазу, 22. гардијска бригада да задржи своју позицију, а 4. оклопна бригада да појача 7. оклопну бригаду за комбиновани напад на бројчано слабију 5. лаку дивизију. 
Путем службе за пресретање порука, Ромел је имао прилично јасну слику о британској ситуацији, укључујући и њихове губитке, проблеме и нове налоге које је издао Бересфорд-Пирс. Ромел је био забринут за своје снаге на Халфаја пролазу, које су заробили 22. гардијска бригада са једне стране и 11. пешадијска бригада са друге стране, са мало залиха. Његов план је био да пошаље 5. лаку дивизију, која је до поноћи готово у потпуности стигла до Сиди Азиза, на југ према Сиди Омару, а затим источно према Сиди Сулејману, а потом североисточно до Халфаја пролаза, прилазећи 11. пешадијској бригади са леђа. Да би спречили поновно распоређивање Матилди, било да би се ојачала 7. оклопна бригада као што је Бересфорд-Пирс планирао, или помогло британским снагама у Халфаји, Нојман-Силкоу је наредио напад на Капуцо.  Он је наредио да напади почну док је још мрак, јер су Британци намеравали започети своје операције убрзо након зоре.

### 16. јун
Британска 1. пешадијска бригада обновила је свој напад на Халфаја пролаз, али се сусрела са истим неуспехом као дан раније. Бахове снаге - премда су биле малобројније и са мало залиха - сада су биле потпуно окружене и стога се нису могле повући чак и ако су биле склоне да то учине. Масерви је видео овај недостатак напретка и занемаривао је наређења Бересфорд-Пирса да пошаље своје тенкове и одлучио је задржати својих неколико преосталих Матилди до неког пробоја одбране Осовине. Нојман-Силков је почео напад на британску тврђаву Капуцо у 06:00. Он је организовао 80 тенкова под његовом командом у две колоне и нападао Капузо са обе стране. Напад је кренуо лоше од самог почетка, пошто је 15. Панцер дивизија директно кренула на тешку артиљеријску ватру од 25-фунташа који су довезени током ноћи и тенкова Матлида на укопаним положајима. До 10:00, 15. Панцер дивизија је изгубила педесет својих тенкова, а до 12:00 је морала да се повуче. Убрзо након што су се немачке снаге повукле, шкотска гарда напредује даље ка западу, освајајући касарну Солум како би спречили да их силе Осовине обухвате на истоку или да се повежу са гарнизоном Халфаја.
Почевши од зоре, 5. лака дивизија почела је да напредује према југу крај западне ивице гребена Хафид. 7. оклопна бригада држала је корак са њима на истоку, придружила јој се 7. група подршке док су се две војске приближавале Сиди Омару. Током сукоба у покрету, британски тенкови су имали неколико успешних напада на неоклопљена немачка транспортна возила, али су се нашли у неповољном положају када су напали немачке тенкове, који су користили изузетно ефикасну тактику против њих. Панзери IV, наоружани топом од 75 mm (3,0 in) са ефективним дометом од ~ 2.750 м, отварали би ватру док би и даље били ван домета, од око 460 м, топова на британским тенковима. Иако би то учинило минималну штету британским тенковима, то је уништило њихову вучну артиљерију од 25 фунти, која је била присиљена да се повуче. Без британске артиљерије да их брине, Панзери IV и Панзери III са топом од 50 mm (2,0 in) би се онда могли безбедно примаћи британским тенковима и покупити танко оклопљене крстареће тенкове, док се и даље налазе изван домета британских тенковских топова. Ако би британски тенкови покушали да крену напред да би напали панцере, ови би се брзо повукли иза заклона од противтенковских топова, док би лакши оклопни елементи почели да се крећу око британских крила. Да би ствари биле горе за 7. оклопну бригаду, претрпели су бројне кварове. До вечери, оба пука 7. оклопне бригаде повукли су се источно од граничне жице и 7. групе за подршку, и повукли се још више. У 19 часова, управо кад је сумрак падао, 5. лака дивизија додатно је ослабила 7. оклопну бригаду, нападом који се завршио тек када је пала ноћ.
Ромел, који је видео неколико сукоба између 7. оклопне бригаде и 5. лаке дивизије, одлучио је да покуша пун напад против 7. оклопне бригаде. У 16 сати, наредио је 15. Панцер дивизији да остави само минималне елементе на својој позицији северно од тврђаве Капуцо и да свом брзином крене на северни бок 5. лаке дивизије, која је притиснула на исток до Сиди Сулејмана. Надао се да ће одсећи већину британских снага, окружити их и елиминисати. Током поподнева, Вејвел је одлетео код Бересфорд-Пирса, како би поједноставили доношење одлука. Када је стигао, Бересфорд-Пирс је био одсутан, на састанку са Месервијем и Креагом, где је потврдио своје наредбе за пешадију да настави напад на Халфају и задржи Капуцо, док је 4. оклопна бригада имала да се придружи 7. оклопној бригади, како би се супротставила 5. лакој дивизији на западу. Те ноћи, сазнавши о напредовању 5. лаке дивизије, Месерви је преузео иницијативу и наложио својим снагама да се повуку, и наредио преосталим Матилдама из 4. оклопне бригаде да формирају фронт, како би заштитили повлачећу пешадију од напретка панцера западно. 7. оклопна бригада је изгубила више од пола крстарећих тенкова у јутарњим сатима и спала је на 21 тенк.  4. оклопна бригада сведена је на 17 Матилди.

### 17. јун
У 04:30, Ромелови тенкови су започели свој напредак. 5. лака дивизија наишла је на 7. оклопну бригаду у 6:00 и почела да је потискује. До 08:00 тог јутра дошли су до Сиди Сулејмана. У Капуцу, рано јутарње кретање немачке 15. оклопне дивизије навело је Месервија да верује да је још један напад неизбежан и он је зато отказао наређења Бересфорд-Пирса за 4. оклопну бригаду да појача 7. како би их задржао. Комбинација ова два догађаја узнемирило је Креага, који је тада послао поруку Бересфорд-Пирсу, тражећи његово присуство ради информисања; Вејвел, који је био са Бересфорд-Пирсом, преузео је команду операције и пошао авионом на Креагов командни положај у Halfway House-у. Ова порука је такође пресретнута од стране Немаца, како је Ромел касније написао,
Звучало је као да се британски командант више није осећао способним да управља ситуацијом. Сада је очигледно да Британци у садашњем збуњеном стању не би започели ништа за сад, одлучио сам да затегнем мрежу тако што сам кренуо на Халфаја.— Питт 
Немачка 5. лака дивизија и 15. оклопна дивизија, нападајући са југозапада и северозапада, били су само 14 km од Халфаја. У 10:00, док су Панцер дивизије гурале на исток, налетели су на преостале Матилде 4. оклопне бригаде, а на крилу су се придружили преостали крстарећи тенкови и артиљерија 7. оклопне бригаде и 7. група за подршку. Тенкови су направили заклон за заштиту 22. гардијске бригаде и 11. индијске пешадијске бригаде које су се повукле према Halfway House. У 10:45, Месерви је контактирао Креага преко радија и, говорећи Хиндустански ради сигурности, обавестио га је да је наредио повлачење своје пешадије из Капуца и Халфаја, са почетком у 11:00. У подне, Вејвел и Бересфорд-Пирс су стигли у Halfway House и сазнали за повлачење, које је Вејвел потом одобрио. Британски тенкови задржали су напредовање немачких тенкова до Халфаје до 16:00, до када се 22. гардијски пук извукао.

## Последице

### Анализа
Черчил је био незадовољан резултатима Операције Бојна Секира. Очекивао је ништа мање од потпуног успеха, а управо је примио вести да је операција пропала и да су тенкови послати за њу изгубљени. Черчил је сменио Вејвела, али није смело изгледати као да је кажњен или да се Вејвел врати у Енглеску, пошто би се могла поставити непријатна питања. Черчил је уредио смену дужности Вејвела са генералом Клодом Окинлеком, главним заповедником у Индији.  Заједно са Вејвеллом отишао је Мајкл О’Мур Креаг, кога је заменио Гот.
Бересфорд-Пеирсе је био критикован како за свој план, тако и за контролу операције, а 4. октобра је послат у Судан са положајем генералног команданта у Судану. Бересфорд-Пирс је заузео место Виљема Плата, који је био унапређен у главног заповедника новоосноване команде источне Африке. Бересфорд-Пирс је замењен као командант 13. корпуса од стране генерал-потпуковника Рид Годвин-Остина, који је био унапређен у команданта 12. афричке дивизије у кампањи у источној Африци. 

### Губици
Савезници су имали 969 жртава, са 122 убијена, 588 рањеника и 259 несталих. Немци су имали 678 жртава, са 93 убијена, 350 рањеника и 235 несталих, а Италијани су претрпели 592 жртве. Британци су изгубили 98 тенкова (3 лака, 30 крстарећа и 65 Матилда), а Осовина је имала отприлике 50 онеспособљених, изузимајући тенкове који су били оштећени и поправљени током битке. Осовина је задржала бојно поље и поправила је оштећена возила, а само 12 тенкова је отписано. Британци су изгубили 33 ловца и три бомбардера према 10 немачких авиона. Губици РАФ-а су проузроковани недостатком обуке пилота и потребом за континуираном ваздушном заштитом; стојеће патроле могле су се одржавати са само неколико авиона, док је већина била у путу на бојно поље, или на поправци, наоружавању и допуни горивом.